# Президентские выборы в Колумбии (1934)
Президентские выборы в Колумбии проходили 11 февраля 1934 года. В результате победу одержал кандидат Либеральной партии Альфонсо Лопес Пумарехо, получивший 99,6% голосов. Он был приведён к присяге 7 августа 1934 года.
Консервативная партия призвала к бойкоту выборов.

## Результаты
| Кандидат                                            | Партия                                              | Голоса  | %    |
| --------------------------------------------------- | --------------------------------------------------- | ------- | ---- |
| Эдуардо Сантос Монтехо                              | Либеральная партия                                  | 938 608 | 99,6 |
| Эутикио Тимоте                                      | Коммунистическая партия                             | 1 974   | 0,2  |
| Прочие кандидаты/ Недействительные/пустые бюллетени | Прочие кандидаты/ Недействительные/пустые бюллетени | 1 427   | 0,2  |
| Всего                                               | Всего                                               | 942 009 | 100  |
| Источник: Nohlen                                    |                                                     |         |      |